# Jean-Louis Comolli
Jean-Louis Comolli (Skikda, 30 luglio 1941 – Parigi, 19 maggio 2022) è stato un regista, critico cinematografico e critico musicale francese.

## Biografia
Dal 1962 al 1978 fu uno dei più importanti e attivi redattori della rivista  Cahiers du cinéma, di cui fu direttore dal 1966 al 1971. Studioso di musica jazz, fu redattore della rivista parigina Jazz Magazine.

## Filmografia

### Cinema

#### Regista
- Les deux Marseillaises (1968)
- Comme je te veux (1969)
- Cecilia - Storia di una comune anarchica (1975)
- Antologia di Totò (1978)
- L'Ombre rouge (1981)
- Balles perdues (1983)
- Marseille de père en fils - Coup de mistral (1989)
- Marseille de père en fils - Ombres sur la ville (1989)
- La Campagne de Provence (1992)
- Marseille en mars (1993)
- Jeune fille au livre (1994)
- Marseille contre Marseille (1996)
- Nos deux Marseillaises (1997)
- La Question des alliances (1997)
- Buenaventura Durruti, anarquista (2000)
- Rêves de France à Marseille (2003)
- À voir absolument (si possible) - Dix années aux Cahiers du cinéma 1963-1973 (2011)
- À Fellini, romance d'un spectateur amoureux (2013)

#### Attore
- La carriera di Suzanne di Éric Rohmer (1963)
- Les Carabiniers di Jean-Luc Godard (1963)
- Agente Lemmy Caution: missione Alphaville di Jean-Luc Godard (1965)
- Élise ou la Vraie Vie di Michel Drach (1970)

### Televisione

#### Regista
- Les Saltimbanques (1981)
- Le Bal d'Irène (1986)
- Pétition (1987)
- Georges Delerue (1995)
- L'Affaire Sofri (2001 – documentario[3] inspirato dal libro di Carlo Ginzburg, Il giudice e lo storico. Considerazioni in margine al processo Sofri, Torino, Einaudi, 1991; n.ed., Milano, Feltrinelli, 2006)
- Les Esprits du Koniambo (2004)
- Le Peintre, le poète et l'historien (2005)

## Saggi
- Vedere e potere. Il cinema, il documentario e l'innocenza perduta, Donzelli editore, Roma,2006 ed. italiana ISBN 9788860360199
- Philippe Carles e André Clergeat (in collaborazione con),Dizionario del jazz,  Mondadori, Milano,  2008
- Tecnica e ideologia, Parma, 1982  ISBN 8873800297 ISBN 978-8873800293
- Philippe Carles  (in collaborazione con), Free jazz/Black power (1971; trad. it. Einaudi, Torino 1973)